# Arabià
Arabià (en llatí Arabianus, en grec Ἀραβιανός) va ser un escriptor cristià que va viure al voltant de l'any 196.
Va escriure alguns llibres sobre doctrina cristiana, que s'han perdut. El mencionen Eusebi de Cesarea i Jeroni d'Estridó.